# Julianagroeve

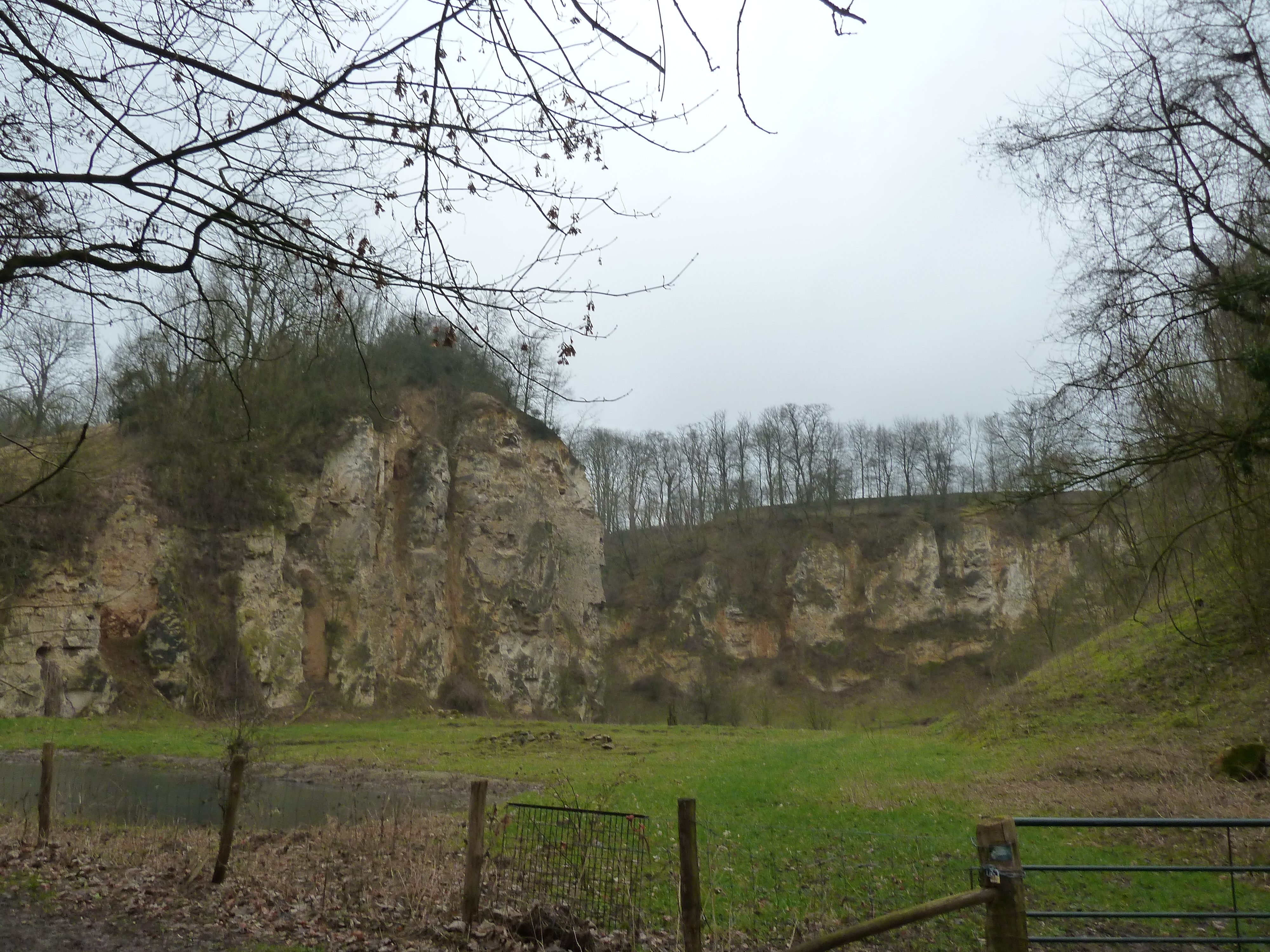
Julianagroeve

De Julianagroeve, Groeve Juliana, Schiepersberggroeve of Groeve Schiepersberg is een verlaten Limburgse mergelgroeve en geologisch monument in Nederlands Zuid-Limburg in de gemeente Eijsden-Margraten. De groeve ligt ten oosten van Cadier en Keer in een berghelling van het Plateau van Margraten aan het droogdal Sibbersloot.
Op ongeveer 200 meter naar het noordwesten ligt de Koeberggroeve.

## Geschiedenis
In 1938 begon men met de kalksteenwinning. De gewonnen kalksteen werd geleverd aan het Stikstof Bindings Bedrijf van de Staatsmijn Maurits in Geleen.
In 1954 werd de winning gestaakt vanwege de slechte kwaliteit van de mergel.
In 1971 ontdekten Werner Felder en Peter Bosch in de helling tussen de Koeberggroeve en de Julianagroeve een kleine prehistorische vuursteenindustrie. Een deel van de helling was toen afgegraven om ruimte te maken voor een smalspoor.
In 2011 werd de groeve een natuurreservaat en eigendom van Het Limburgs Landschap.

## Geologie
Onder het Plateau van Margraten bevindt zich een dik kalksteenpakket. Op deze kalksteen liggen grove bruine grindafzettingen van de Maas van het Laagpakket van St. Geertruid dat hier bij de Julianagroeve op het plateau een dikte heeft van ongeveer anderhalve meter. Onder dit Maasgrind begint de kalksteen van de Formatie van Maastricht die stamt uit het Boven-Krijt. In de groeve zijn de volgende kalksteenlagen ontsloten: de Kalksteen van Nekum en de Horizont van Laumont, de Kalksteen van Emael en de Horizont van Romontbos, de Kalksteen van Schiepersberg en de Horizont van Schiepersberg, de Kalksteen van Gronsveld en de Horizont van Sint Pieter en het bovenste gedeelte van de Kalksteen van Valkenburg.
In de groevewand zij talrijke geologische orgelpijpen zichtbaar die opgevuld zijn met grove bruine grind. Deze orgelpijpen ontstonden doordat regenwater in de bodem doordrong en kalksteen deed oplossen.
De Julianagroeve is aangewezen als de typelocatie van de Kalksteen van Schiepersberg.

## Natuur
Van belang zijn verder de kalkgraslanden, waar een interessante plantengroei te vinden is met gevinde kortsteel, wilde marjolein, geelhartje, voorjaarsganzerik en grote tijm. Op de steile kalkhellingen vindt men onder meer: stengelomvattend havikskruid, grijs havikskruid, zacht vetkruid, duifkruid en grasklokje.
De poelen die in de groeve zijn aangelegd vormen een leefgebied voor de vroedmeesterpad en de geelbuikvuurpad.